# Priscilla van Schuilenburg
Priscilla van Schuilenburg (21 november 1985) is een Nederlands voetballer die sinds de zomer van 2012 uitkomt voor PEC Zwolle dat uitkomt in de Eredivisie Vrouwen.

## Statistieken
| Seizoen                    | Club                | Land      | Competitie            | Wedstrijden | Doelpunten |
| -------------------------- | ------------------- | --------- | --------------------- | ----------- | ---------- |
| 2008/09                    | FC Utrecht          | Nederland | Eredivisie            | 12          | 2          |
| 2008/09                    | SV Saestum          | Nederland | Hoofdklasse           | 1           | 1          |
| 2009/10                    | FC Utrecht          | Nederland | Eredivisie            | 8           | 1          |
| 2009/10                    | SV Saestum          | Nederland | Hoofdklasse           | 4           | 5          |
| 2010/11                    | FC Utrecht          | Nederland | Eredivisie            | 0           | 0          |
| 2010/11                    | SV Saestum          | Nederland | Hoofdklasse           | 1           | 2          |
| 2011/12                    | SV Saestum          | Nederland | Topklasse             | 1           | 1          |
| 2012/13                    | PEC Zwolle          | Nederland | BeNe League Orange    | 0           | 0          |
| 2012/13                    | PEC Zwolle          | Nederland | Women's BeNe League B | 0           | 0          |
| 2012/13                    | Beloften PEC Zwolle | Nederland | Hoofdklasse           | 1           | 1          |
| Totaal                     | Totaal              | Totaal    | Totaal                | 28          | 13         |
| Bijgewerkt tot 27 mei 2013 |                     |           |                       |             |            |